# 470. vojaškoobveščevalna brigada (ZDA)
470. vojaškoobveščevalna brigada je vojaškoobveščevalna brigada Kopenske vojske Združenih držav Amerike.